# Ганновка (Брянская область)
Ганновка — опустевший хутор в Клинцовском районе Брянской области в составе Лопатенского сельского поселения.

## География
Находится в западной части Брянской области на расстоянии приблизительно 14 км на северо-запад по прямой от районного центра города Клинцы.

## История
Упоминался с середины XIX века как хутор (второе название Анновка). В 1859 году здесь (хутор Суражского уезда Черниговской губернии) учтено было 2 двора, в 1892—6.

## Население
Численность населения: 14 человек (1859), 31 человек (1892), 2 человека (2002), 0 человек (2010), 0 человек (2013).
Будет упразднен как фактически не существующий в связи с переселением всех жителей на постоянное место жительства в другие населённые пункты